# تود تاكر (نقابي)
تود تاكر (بالإنجليزية: Todd Tucker)‏ هو نقابي أمريكي، ولد في 1979.